# William Otway Boger
William Otway Boger, kanadski letalski častnik, vojaški pilot in letalski as, * 19. junij 1896, † 10. avgust 1918, Francija (KIA).
Stotnik Boger je v svoji vojaški službi dosegel 5 zračnih zmag.

## Življenjepis
Med prvo svetovno vojno je bil sprva pripadnik konjenice pod poveljstvom lorda Strathcona.
Septembra 1916 je bil kot letalski opazovalec premeščen k Kraljevemu letalskemu korpusu. Dodeljen je bil 11. eskadronu, dokler ni bil 20. decembra istega leta ranjen. Po okrevanju v Angliji, je postal vojaški pilot in bil maja 1918 dodeljen 56. eskadronu.
Tri mesece pozneje je umrl, ko je njegov S.E.5 sestrelil nemški Fokker D.VII.

## Odlikovanja
- Distinguished Flying Cross (DFC)